# Штайн, Иоганн Андреас
Иоганн (Георг) Андреас Штайн (16 мая 1728 г., Хайдельсхайм — 29 февраля 1792 г., Аугсбург) — немецкий мастер, создатель таких клавишных инструментов, как орган, клавикорд, клавесин и рояль.

## Биография
Иоганн Андреас Штайн родился 16 мая 1728 года в Хайдельсхайме. Штайн является значимой фигурой в истории рояля, и его достижения напрямую связаны с появлением дизайна так называемого немецкого (Венского) молоточкового механизма. Он получил навыки изготовления органов от своего отца в Хайдельсхайме и позже, с августа 1748 г. по январь 1749 г., изучал это искусство в мастерских у Иоганна Андреаса Зильбермана в Страсбурге и у Франца Якоба Шпата в Регенсбурге.
В 1777 г. в Аугсбурге состоялось знакомство Штайна с Моцартом. Композитор играл на рояле Штайна во время публичного исполнения своего тройного концерта 22 октября. Солистами были сам Моцарт, кафедральный органист Деммлер и Иоганн Андреас Штайн. Моцарт высоко оценил рояли Штайна и поделился своим восхищением в знаменитом письме отцу.
До наших времен уцелели два клавикорда работы Штайна. Один из них, приобретенный Леопольдом Моцартом для занятий во время поездок, сейчас находится в Национальном музее Будапешта, другой, комбинация рояля и органа, представлен в Историческом музее Готенбурга. Рояли Иоганна Штайна служат моделями для современных мастеров, таких как Филипп Белт и Пол Макналти.

#### Записи, сделанные на оригиналах и копиях роялей Штайна
1. Рональд Браутигам. Людвиг ван Бетховен. Complete Works for Solo Piano. Архивная копия от 23 февраля 2021 на Wayback Machine Записано на копиях роялей Графа, Вальтера и Штайна
2. Алексей Любимов и коллеги. Людвиг ван Бетховен. Complete piano sonatas. Архивная копия от 17 апреля 2021 на Wayback Machine Записано на копиях роялей Штайна, Вальтера, Графа, Буххольца